# Francesco Squarcione

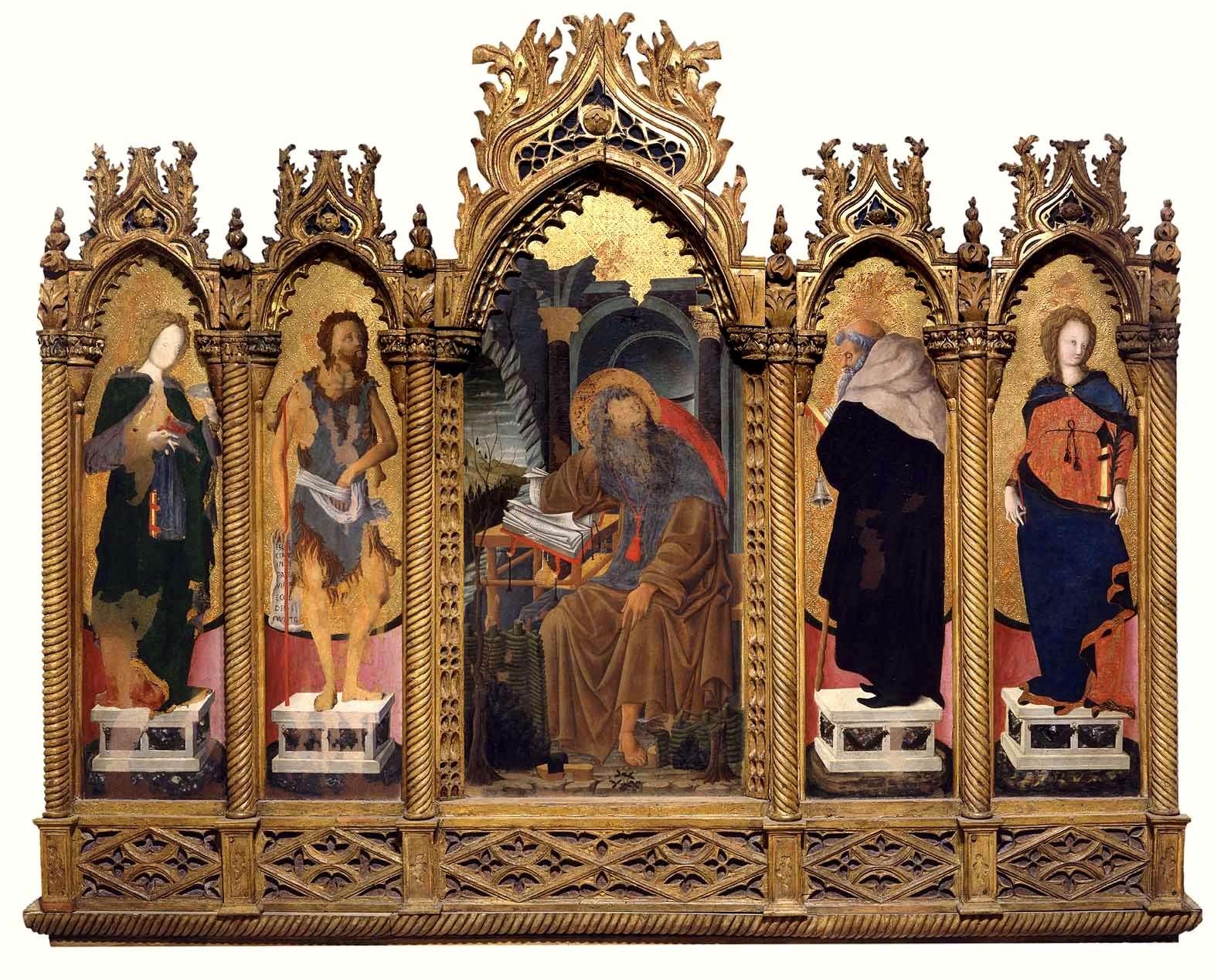
Políptico de Lazzara con San Jerónimo en el panel central, San Juan Bautista y Santa Lucía a la izquierda, y San Antonio abad y Santa Justina a la derecha, 1449; Musei Civici, Padua.

Francesco Squarcione (Padua, 1397-Padua, 1468) fue un pintor italiano del Quattrocento, comerciante de arte y formador de artistas activo durante el temprano renacimiento italiano.

## Biografía
Squarcione fue una figura singular y polémica. Aunque se conservan pocas de sus obras, su papel en la introducción del renacimiento en la región de Padua y en la Toscana parece haber sido crucial. Según la tradición, su verdadero oficio era el de sastre. Su pasión por las antigüedades romanas, sin embargo, lo llevó al comercio de obras de arte así como a fundar un taller para la educación de jóvenes artistas. Estos producían obras para alimentar su negocio. Por lo menos 137 pintores y alumnos pasaron por su escuela, que fue famosa incluso fuera de la ciudad.
Squarcione viajó por Italia y tal vez también por Grecia, en busca de antigüedades: estatuas, relieves, vasos y todo tipo de objetos artísticos, con los que formó una amplia colección. Realizó dibujos de las piezas, y permitió que otros artistas las estudiaran.
Sólo se conservan dos obras firmadas y atribuibles sin duda a Squarcione: una Virgen con el niño, que se encuentra en el Staatliche Museen de Berlín, y el Políptico de Lazzara de cinco piezas en su Padua natal.
Su principal alumno fue Andrea Mantegna, a quien enseñó latín e instruyó en la escultura clásica, que tan importante sería en la obra posterior de este artista. Sin embargo, parece que su relación acabó de manera poco amistosa, debido al carácter tiránico del maestro. También Ansuino da Forli se formó en su escuela.